# Белхатувский повет
Белхатувский повет (пол. Powiat bełchatowski) — повет (район) в Польше, входит как административная единица в Лодзинское воеводство. Центр повета — город Белхатув. Занимает площадь 969,21 км². Население — 112 916 человек (на 31 декабря 2015 года).

## Административное деление
- города: Белхатув, Зелюв
- городские гмины: Белхатув
- городско-сельские гмины: Гмина Зелюв
- сельские гмины: Гмина Белхатув, Гмина Дружбице, Гмина Клещув, Гмина Клюки, Гмина Русец, Гмина Щерцув

## Демография
Население повета дано на 31 декабря 2015 года.
| Перепись            | Всего   | Мужчины | Женщины |
| ------------------- | ------- | ------- | ------- |
| Всего               | 112 916 | 55 457  | 57 459  |
| Городское население | 66 404  | 32 393  | 34 011  |
| Сельское население  | 46 512  | 23 064  | 23 448  |